# Fresenius (azienda)

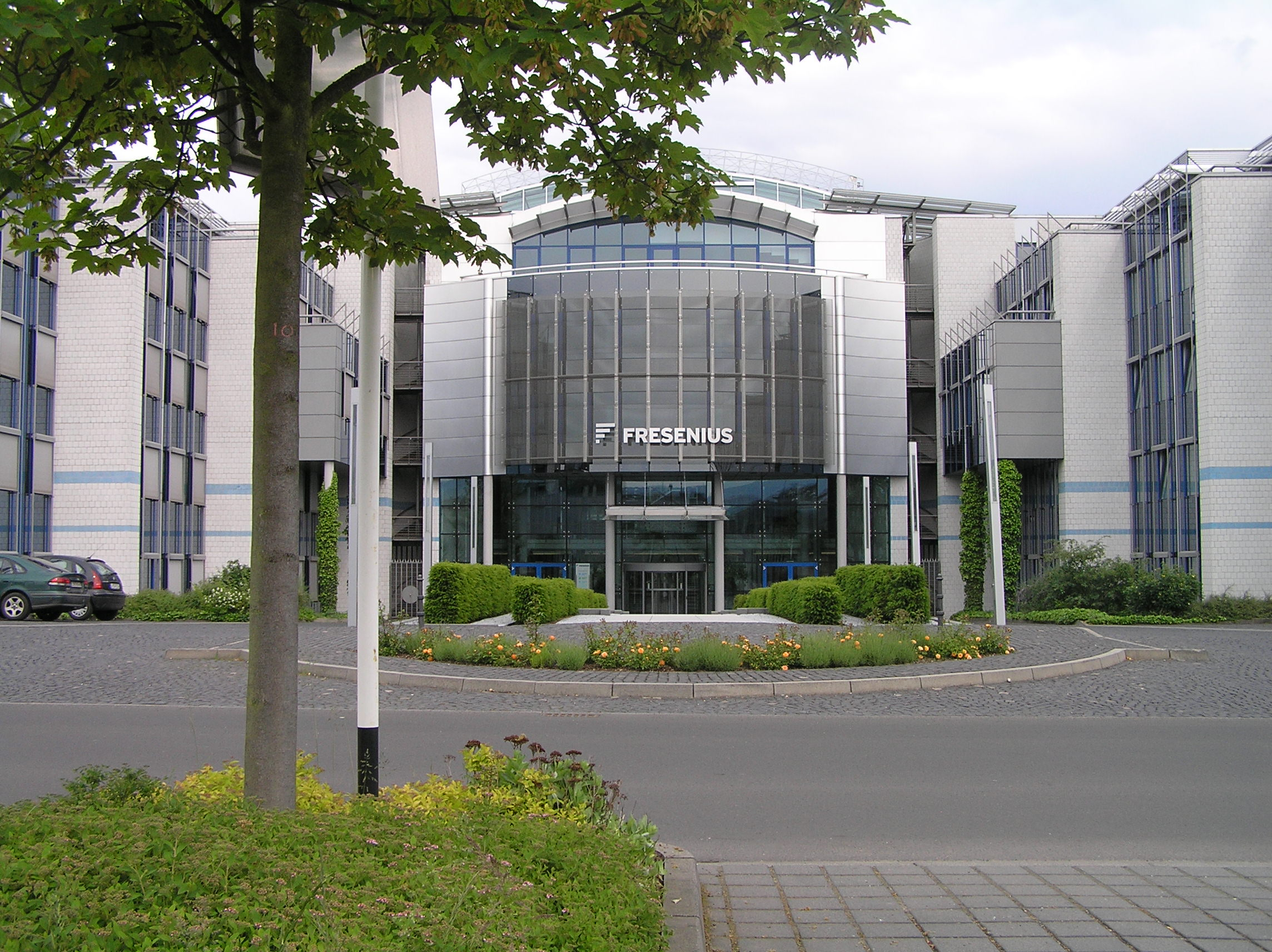
Sede Fresenius

La Fresenius SE & Co. KGaA è una società tedesca attiva nella tecnologia medica con sede a Bad Homburg vor der Höhe.
È una delle più grandi società al mondo nell'ambito dei servizi medicali ed è specializzata nella terapia dell'emodialisi insieme con la società Fresenius Medical Care.
Dal 2009 è quotata alla Borsa di Francoforte e nel 2007 la società passò dalla forma societaria tedesca di Aktiengesellschaft (AG) a quella di Società europea (SE). Nel 2011 divenne una Kommanditgesellschaft auf Aktien (KGaA).

## Storia
Nel 1462 a Francoforte sul Meno venne fondata la Hirsch-Apotheke, società acquistata dalla famiglia Fresenius a partire dal XVIII secolo, che diventerà in un secondo tempo la sede di fondazione della Fresenius.
Nel 1912, il farmacista Eduard Fresenius fondò la società Dr. E. Fresenius che negli anni seguenti raggiunse i 400 dipendenti. La morte di Eduard Fresenius nel 1946 ridusse l'attività della società fino ad avere solo 30 dipendenti.
Nel 1951, Else Kröner acquisì la società assieme al marito Hans Kröner; aa quel momento la società iniziò a specializzarsi anche in emodialisi.
La filiale statunitense di Fresenius, la "Fresenius Kabi Oncology Limited", che si occupava di oncologia, venne dichiarata colpevole di aver occultato documenti alla Food and Drug Administration (FDA) durante un'ispezione e quindi dovette pagare una ingente quantità di denaro.

## Struttura
- Fresenius Medical Care AG & Co. KGaA
- Fresenius Helios
  - Helios Kliniken GmbH
- Fresenius Kabi
- Fresenius Netcare
- Fresenius Vamed
  - hospitalia international
  - Vamed AG

### Azionariato
La maggioranza delle azioni della società, secondo i dati del 31 dicembre del 2017, si trova in mano a Else Kröner-Fresenius-Stiftung.
| Percentuale | Azionista                      |
| ----------- | ------------------------------ |
| 26,29 %     | Else Kröner-Fresenius-Stiftung |
| 5,01 %      | BlackRock                      |
| 4,93 %      | Allianz Global Investors       |
| 3,01 %      | Janus Henderson                |
| 2,92 %      | Capital Group Companies        |
| 57,84 %     | Flottante                      |